# 최영두 (1923년)
최영두(崔永斗, 1923년 3월 15일~1970년 7월 2일)는 대한민국의 정치인이다. 제6대 국회의원을 지냈다.

## 학력
- 1942년 전라북도 전주북고등보통학교 졸업
- 1946년 육군사관학교 2기 졸업
- 1949년 육군보병학교 졸업
- 1954년 서울대학교 법과대학 법학과 학사 졸업
- 1956년 서울대학교 대학원 교육학과 교육학 석사 졸업
- 1958년 국방대학원 행정학 석사 졸업

## 경력
- 전주북고등보통학교교사
- 육군사관학교 교수부장
- 1963년 육군 준장 예편
- 국가재건최고회의기획위원회부위원장
- 국가재건최고회의문교공보위원장
- 제6대 국회의원(민주공화당, 전북 완주군)
- 민주공화당전북제4지구당위원장

## 역대 선거 결과
| 실시년도 | 선거   | 대수 | 직책     | 선거구      | 정당       | 득표수   | 득표율          | 순위 | 당락 | 비고 |
| -------- | ------ | ---- | -------- | ----------- | ---------- | -------- | --------------- | ---- | ---- | ---- |
| 1963년   | 총선   | 6대  | 국회의원 | 전북 완주군 | 민주공화당 | 21,897표 | \| \| 42.28% \| | 1위  |      | 초선 |
|          | 42.28% |      |          |             |            |          |                 |      |      |      |